# St. Katharina (Seukendorf)

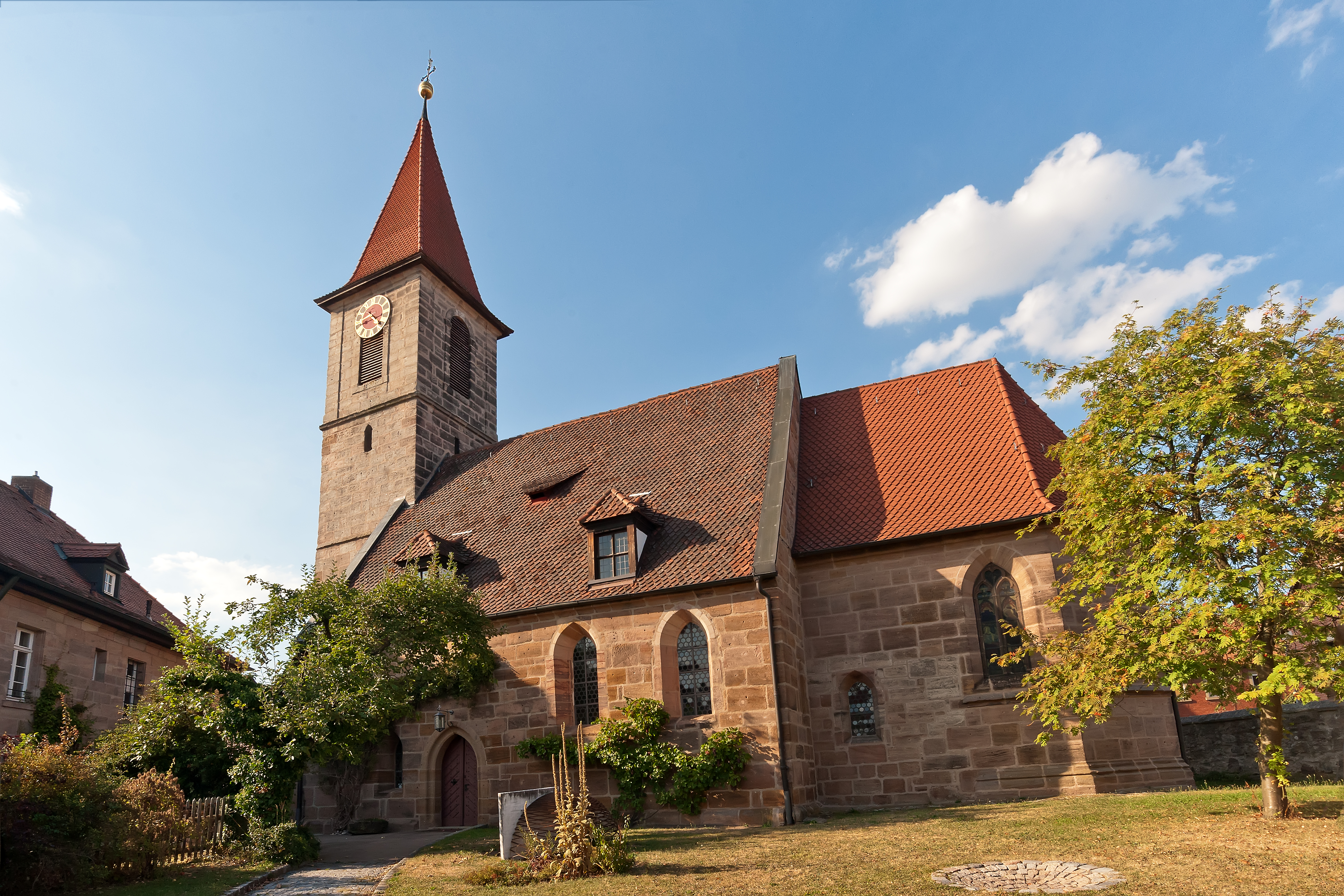
St. Katharina (Seukendorf)

Die denkmalgeschützte, evangelisch-lutherische Pfarrkirche St. Katharina steht in Seukendorf, einer Gemeinde im Landkreis Fürth (Mittelfranken, Bayern). Die Kirche ist unter der Denkmalnummer D-5-73-126-2 als Baudenkmal in der Bayerischen Denkmalliste eingetragen. Die Pfarrei gehört zum Dekanat Fürth im Kirchenkreis Nürnberg der Evangelisch-Lutherischen Kirche in Bayern.

## Beschreibung
Das Langhaus der Saalkirche aus Quadermauerwerk stammt im Kern aus dem 14. Jahrhundert, es wurde im 17. Jahrhundert erneuert. Der eingezogene Chor mit 5/8-Schluss im Osten und die unteren Geschosse des Kirchturms im Westen stammen aus der zweiten Hälfte des 15. Jahrhunderts. Das oberste Geschoss des Kirchturms, das die Turmuhr und den Glockenstuhl beherbergt, und das Pyramidendach wurden ihm 1735 aufgesetzt. 
Der Innenraum des Chors ist mit einem Kreuzrippengewölbe überspannt, in dem des Langhauses, der mit Emporen ausgestattet ist, wurde 1715 ein hölzernes Tonnengewölbe eingezogen. Zur Kirchenausstattung gehören der um 1510 gebaute Flügelaltar und die 1697 aufgestellte Kanzel. Im Chorbogen hängt ein um 1500 entstandenes Kruzifix. 
Die Orgel mit zehn Registern, zwei Manualen und einem Pedal wurde 1936 von G. F. Steinmeyer & Co. gebaut.